# Municipio de Tenosique
El municipio de Tenosique (en yokot’an: Tanatsik) es un municipio del estado mexicano de Tabasco. Localizado en la región del río Usumacinta y en la subregión de los Ríos, su cabecera municipal es la ciudad de Tenosique de Pino Suárez, cuenta con una división constituida, por 73 ejidos, 15 rancherías y 11 poblados. Su extensión es de 2.098,1 km², los cuales corresponden al 7,55% del total del estado; esto coloca al municipio en el sexto lugar en extensión territorial.
El municipio de Tenosique limita al norte con el municipio de Balancán, al sur y al este con la República de Guatemala, y al oeste con el municipio de Emiliano Zapata y con el estado de Chiapas.

## Toponimia
Su nombre proviene del vocablo maya Ta-na-tsiic, donde "Ta-na" significa Casa y "Tsiic" que quiere decir Hilar. Lo que significa "casa del hilandero".
Aunque también existe otra versión que indica que la palabra Tenosique proviene del nahuatl "Tsuani Tecpan", en donde "Tsuani" significa hilandero o hilar, y "Tecpan" palacio. Lo que igualmente se traduce como "casa del hilandero".

## Historia

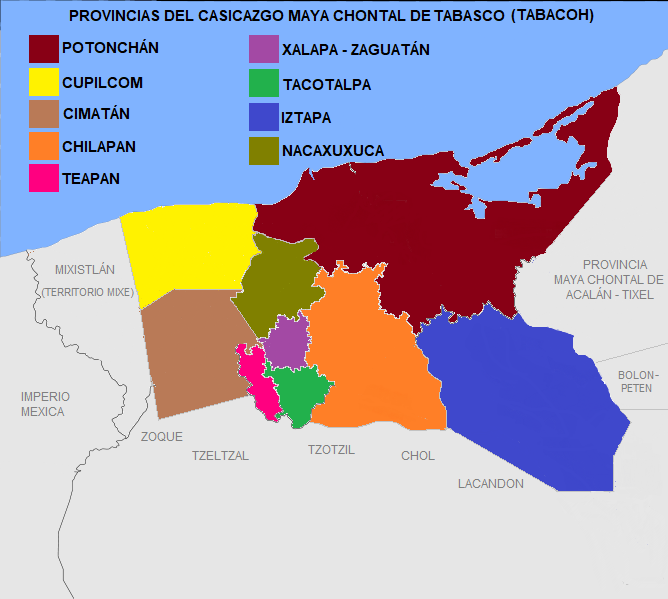
Mapa de las provincias del cacicazgo maya chontal de Tabacoh en el.

La ocupación del territorio que comprende el actual municipio de Tenosique, podría remontarse al período preclásico maya (1000 años a. C.) cuando estas sociedades tribales sobrevivían con rudimentarias técnicas agrícolas, habitaban en chozas con paredes de troncos o ramas con techos de palmas construidas sobre plataformas de tierra. La cerámica que fabricaban y la industria lítica aún no contenían patrones culturales que los diferenciaran de otros grupos indígenas que iniciaban también su desarrollo en lo que se conoce como Mesoamérica.
Es a finales de este período, en que se ha establecido el desarrollo de la ciudad maya de Pomoná, lo que se dio a la par del florecimiento de las grandes ciudades mayas de las tierras bajas y su decadencia como esas otras grandes urbes, fue originada por causas aún no determinadas.

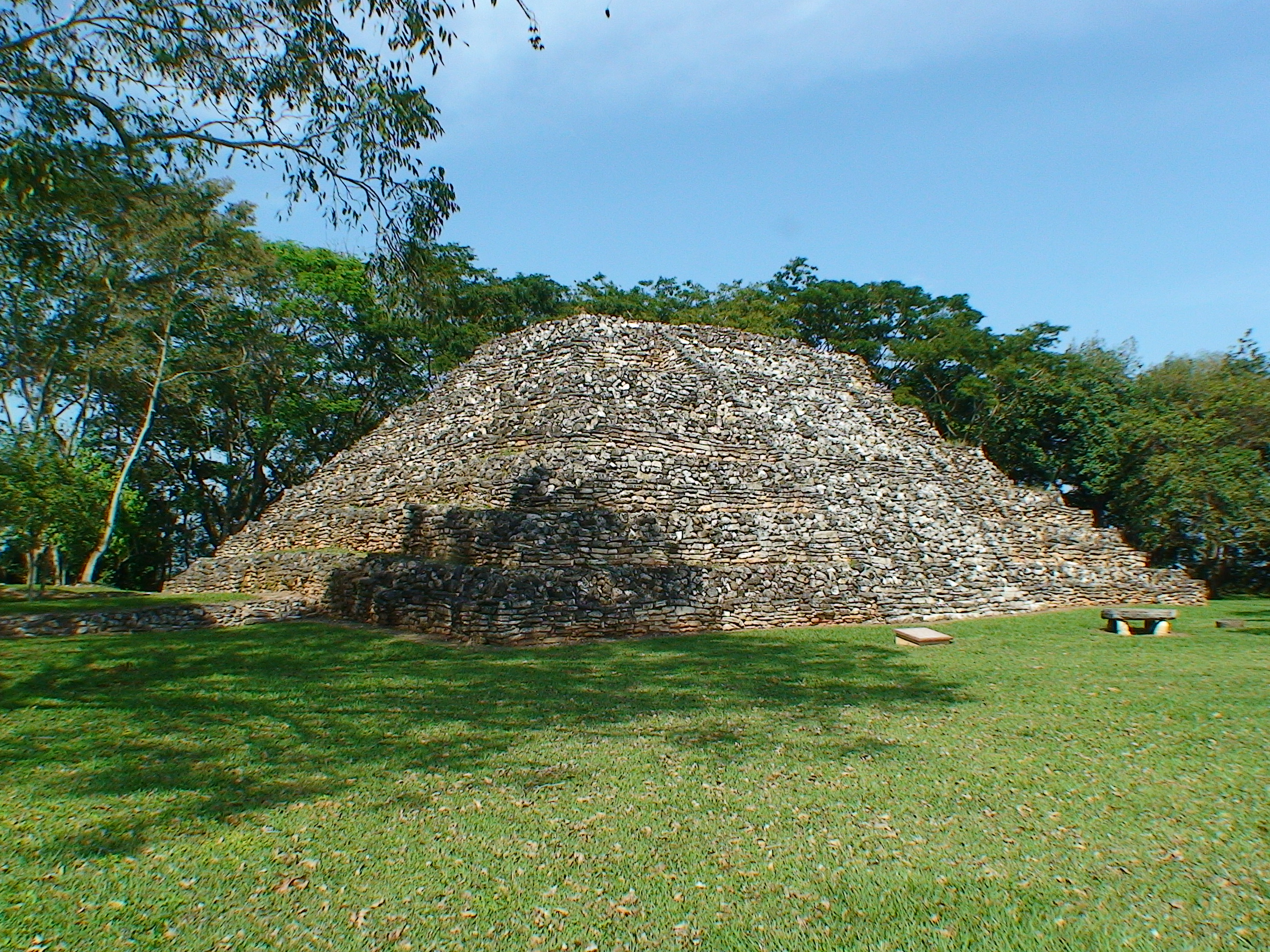
Pomoná.

La desintegración de las grandes urbes del periodo clásico maya en el siglo X debió alentar el poblamiento de las tierras bajas ribereñas del río Usumacinta medio y del San Pedro Mártir. De hecho, el Usumacinta se convirtió en la más importante ruta fluvial entre los pueblos mayas ribereños y los habitantes de la costa del Golfo de México y la península de Yucatán.
Durante este período que se conoce como postclásico maya, el territorio del actual municipio de Tenosique se encontraba comprendido dentro de la llamada región de Acalan, pero era disputado constantemente por tribus provenientes de El Petén, Guatemala, de los Altos de Chiapas y de la península de Yucatán.

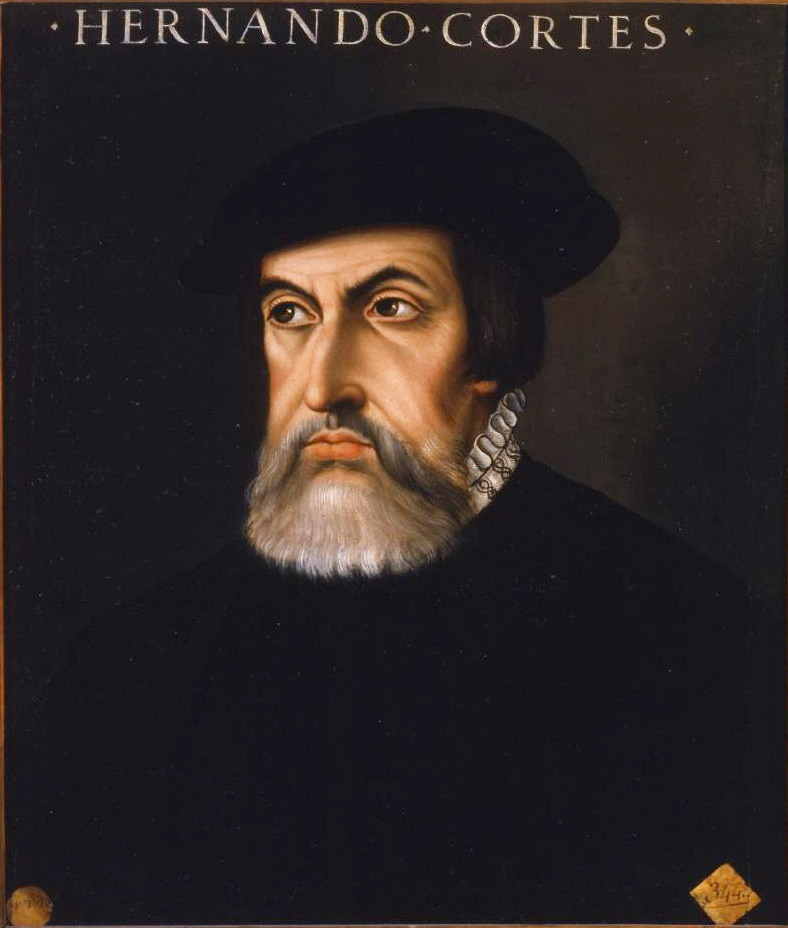
Hernán Cortés, primer español en descubrir el territorio del municipio de Tenosique.

Los españoles descubrieron estas tierras en 1525, durante la expedición de Hernán Cortés a las Hibueras (Honduras). Durante ese viaje, Cortés pasó por un poblado llamado Zagoastempan o Tzigualtepecat, que se sabe es la actual ciudad de Tenosique. Dicha expedición, sirvió en mucho a los futuros colonizadores españoles, para conocer la intrincada geografía de la zona, así como las diversas poblaciones mayas de la época.
En 1537, Pedro de Alvarado envió a su contramaestre Francisco Gil, para que iniciara una campaña para conquistar los pueblos mayas establecidos en la rivera del Usumacinta. Después de varios combates, Francisco Gil logró fundar en un paraje contiguo a la población maya de Zagoastempan, una villa a la que llamó San Pedro Tanoche. Al enterarse Francisco de Montejo y León "el Mozo" de que soldados de Alvarado habían traspasado la jurisdicción de su padre, acudió hasta la villa para solicitarle a Francisco Gil que abandonara el territorio, sin embargo, pensando el Mozo que esa era una posición estratégica para una futura invasión de la península de Yucatán, decide dejar la villa nombrando al mismo Francisco Gil responsable de la misma. Después de muchas penalidades y viendo que no cesaba la hostilidad indígena y de que la villa estaba en medio de la selva, lejos de los centros de abastecimiento, Francisco de Montejo da órdenes a Gil de despoblar la villa para cambiarla a la costa del Golfo de México refundándola con el nombre de San Pedro de Champotón.
Tres años después, en 1540, frailes franciscanos y dominicos visitaron la región y los españoles iniciaron nuevamente un intento de colonización, estableciéndose principalmente en los poblados de Osumacinta, Petenecté, Estapilla y Tenosique.
En 1579, Melchor Alfaro Santa Cruz, por encargo del rey de España, elaboró lo que se conoce como el primer mapa de la provincia de Tabasco, en él ya aparece el pueblo de Tenosique.
Para 1665 desde el curato de Usumacinta, (hoy pueblo del municipio de Tenosique), se administran 9 pueblos. Durante casi todo el virreinato, Usumacinta fue la población más importante de la región de los ríos, gozando del privilegio, antes que ningún otro pueblo, de tener una iglesia de mampostería.
Hacia 1842, el territorio del actual Tenosique pertenecía al partido de Balancán, en el distrito de Usumacinta. En 1845, la jefatura política y el juzgado penal se establecieron en Usumacinta (actual pueblo del municipio de Tenosique).
El 15 de julio de 1854, siendo presidente de la república, general Antonio López de Santa Anna, decreta la creación del territorio del Carmen en el que se incluyen los pueblos de Balancán y Jonuta, así como parte del territorio de los mismos y de los actuales municipios de Tenosique y Montecristo (hoy Emiliano Zapata), quitándoselos al estado de Tabasco. Sin embargo, y gracias a las protestas de las autoridades tabasqueñas y yucatecas, en 1858, se decreta la desaparición del territorio del Carmen, con lo que Tabasco y Yucatán recuperaron sus respectivos territorios.
El 27 de septiembre de 1882, Tenosique es el punto clave en los tratados de límites entre México y Guatemala, celebrado por varios países.
A finales del siglo XIX se inicia la explotación del hule, con lo que se instalan en el territorio de Tenosique una gran cantidad de monterías, y también comienza la explotación de maderas preciosas, con lo que la villa de Tenosique tuvo un gran auge.
El 30 de junio de 1890, por decreto Constitucional se segrega una parte del territorio del municipio de Balancán, y se crea el municipio de Tenosique y la ciudad homónima de Tenosique es nombrada cabecera municipal.
En el año de 1911, por decreto del Congreso de la Unión apoyado por la resolución de la Comisión de Límites, que determinó la nueva delimitación entre los estados de Tabasco y Chiapas, segregó una parte del territorio de este municipio, agregándola a Chiapas. Pese a los reclamos y pruebas presentadas por el estado de Tabasco que proponía un nuevo límite territorial, exigiendo que le fuera devuelto el territorio, este no prosperó, y Tenosique perdió un importante territorio que incluye la actual zona arqueológica de Yaxchilán y parte de la región de Marqués de Comillas.
Ese mismo año, durante unas excavaciones que se realizan en la iglesia de Tenosique son encontrados restos de osamenta humana que se presumen son del malogrado emperador mexica Cuauhtémoc. Los restos son llevados a la Ciudad de México por el ministro Justo Sierra Méndez.
En el año de 1935 inician los trabajos de construcción de la vía para el ferrocarril del sureste, y el 6 de enero de 1947, llega a la ciudad de Tenosique de Pino Suárez el primer tren de pasajeros, estableciéndose la comunicación férrea con los estados de Campeche y Yucatán.

## Población
El municipio cuenta con 58,960 habitantes -según censo INEGI 2010- y está ubicado en la frontera con la República de Guatemala, en él se localiza la quinta puerta a Centroamérica ubicada en el Puerto Fronterizo de El Ceibo.

## Geografía
Tiene límites administrativos con los siguientes municipios o accidentes geográficos, según su ubicación:
| Noroeste: Emiliano Zapata                   | Norte: Balancán                       | Nordeste: Balancán           |
| Oeste: Emiliano Zapata y Palenque (Chiapas) |                                       | Este: San Andrés (Petén)     |
| Suroeste: Palenque (Chiapas)                | Sur: La Libertad y Las Cruces (Petén) | Sureste: La Libertad (Petén) |

### Orografía
Tenosique se encuentra ubicado en las faldas de la nariz Noreste del Anticlinal Santa Rosa, que a su vez está en conjunción con el Anticlinal Cobá, donde se encuentra la Ciudad de Sto. Domingo (Palenque). El Anticlinal Santa Rosa es una elevación de poco más de 300 m s. n. m. y que se encuentra constituida de rocas Calizas Claras con textura mínimamente Sacaroide del Cretácico Superior, depositada en ambientes de plataforma evidenciando el paso de Cuba por el Sureste. Estas afloran en el margen del Cañón del Usumacinta, y lo demás se encuentra cubierto por abundante vegetación.
Partiendo de ahí en dirección a Tenosique no hay más afloraciones de alguna otra era geológica más que el respectivo cubrimiento de Terrígenos sobre los cuales se encuentra la Ciudad de Tenosique de Pino Suárez.
En general el territorio de Tenosique, está constituido por suelos de bajo relieve y aislados lomeríos de escasa pendiente. En su superficie no hay elevaciones que sean representativas por su altura, excepto en la parte limítrofe con Guatemala, donde se localiza un pequeño macizo montañoso con altitud máxima de 250 metros.

### Hidrografía

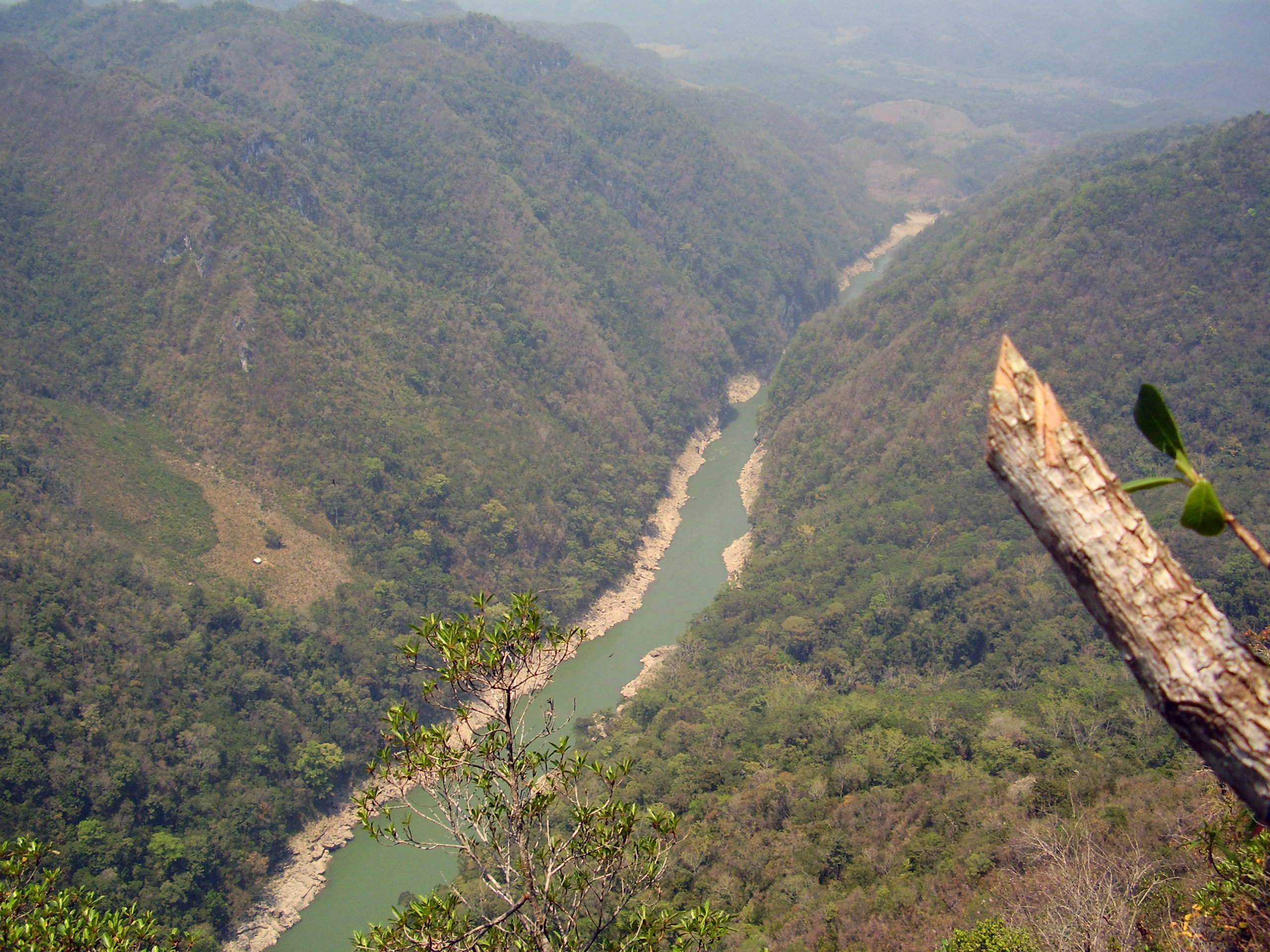
Cañón del Usumacinta, municipio de Tenosique, Tabasco.

Tenosique es una enorme puerta fluvial de México, ya que entra al territorio mexicano el río Usumacinta que es uno de los mayores ríos de México. Por su caudal entran millones de litros al año de agua y sedimentos que son muy importantes para fertilizar las tierras del municipio, así como también proveen de agua a muchas localidades y municipios vecinos. El Usumacinta tiene varios raudales en la parte alta como el San José, Agua Azul, Anaité y el de Colorado.
También por este municipio entra a México el Río San Pedro Mártir, que proviene del Petén, Guatemala, se interna a territorio mexicano desplazándose hacia el norte en busca del vecino municipio de Balancán donde se une al río Usumacinta.
El río Usumacinta es uno de los grandes ríos que no tienen presas que controlen su caudal, por lo que desde la década de 1990, el gobierno federal realizó un proyecto para construir la presa "Boca del Cerro" en este municipio. Sin embargo, a la fecha no se ha iniciado su construcción debido principalmente a la férrea resistencia de grupos ecologístas y habitantes de Tenosique, ya que significaría un gran daño ecológico, al inundar cientos de hectáreas de selva en la Reserva Ecológica Cañón del Usumacinta, igualmente, las autoridades de Guatemala se han opuesto a la construcción de la presa Boca del Cerro, ya que eso provocaría inundar una parte de su territorio. En Tenosique hay una conciencia ecológica de todos sus habitantes que están unidos en la defensa del río Usumacinta y se niegan rotundamente a aceptar que se construya alguna presa.

### Clima
Tenosique goza de un clima cálido-húmedo, el cual conlleva lluvias en todo el año, pero a la vez es altamente caluroso, en tiempo de marzo a junio el termómetro puede alcanzar los 37° y hasta 47 °C con lluvias mayormente de julio a diciembre, concordando con la época de huracanes, los cuales solo llegan vestigios de estos, ya que por sus elevaciones impiden el pase total de los mismos.

## Deportes
Hay 1 unidad deportiva donde pueden practicarse la mayoría de las disciplinas deportivas como voleibol, basquetbol, fútbol y béisbol y cuenta además con un nuevo gimnasio municipal.
Este municipio tiene un equipo de segunda división llamado Guerreros de Tabasco que juega en el estadio Ángel "Gello" Zubieta Valenzuela. También se lleva a cabo año tras año en el mes de abril un torneo de pesca deportiva denominado " Torneo de pesca: El robalo de oro Tenosique " que es unos de los torneos más importantes de los que se realizan en el estado, en el cual asisten aficionados a la pesca deportiva de otros estados y del país vecino Guatemala.

## Economía
En sus inicios dentro del desarrollo productivo, la principal fuente de economía del municipio de Tenosique fue la explotación del chicle y de las maderas preciosas.
Posteriormente, con la entrada del ferrocarril y la abertura de la carretera que los une con la capital del estado, se intensificaron algunas otras actividades de producción entre ellas la agricultura y la ganadería, contando con otras actividades secundarias como la pesca, las pequeñas industrias, la apicultura, la elaboración de quesos y derivados de la leche, y las actividades derivadas de la silvicultura como: son los aserraderos y las carpinterías.
Actualmente el turismo está siendo promovido un poco por el gobierno local de Tenosique como una manera de proteger el gran patrimonio arqueológico que posee el municipio. Es además considerado como una fuente potencial de ingresos y que contribuirá a un desarrollo sustentable de la economía local. Destacan las ruinas de Pomona y el excelente museo de sito. Además de esta zona arqueológica, actualmente se trabaja en la restauración y estudio de la zona arqueológica denominada "San Claudio" ubicada en la zona limítrofe con la República de Guatemala. Igualmente se tiene conocimiento de otra importante ciudad de la cultura maya ubicada en el Ejido Santa Elena, en la cual el INAH realiza trabajos preliminares de campo, sin embargo, los asentamientos Mayas están en territorio Balancanense. De reciente creación ha sido el Museo Arqueológico de Tenosique.

### Agricultura
Esta actividad constituye una de las principales fuentes económicas del municipio. Los cultivos de maíz, caña de azúcar, frijol, sandía y chile verde, son los principales y ocupan la mayor parte de la superficie cultivable.
En 1997 la superficie sembrada fue de 16,813 ha, de esa superficie, el cultivo de maíz ocupó 12,118 ha que representó el 72.08% de la superficie agrícola municipal; la caña de azúcar 3,089 ha, que representó el 18.37%; el frijol 450 ha, que representó el 2.68%; y el sorgo 400 ha que representó el 2.38%; la sandía 193 ha, que representó 1.15%; de la superficie agrícola municipal.

### Ganadería
Es otro sector importante en la economía local, practicándose esta actividad de manera extensiva en la cría de ganado bovino de carne y leche, ocupando el tercer lugar estatal, también es un importante productor de ovinos y en menor escala porcinos y aves. Según el INEGI, en 1997 hubo 198,126 bovinos, 21,628 porcinos, 6,797 ovinos, 6,992 equinos y 102, 266 aves de corral.

### Industria
Las más importantes son el ingenio azucarero AZSUREMEX S.A. de C.V. El cual actualmente ya no existe, la beneficiadora de arroz de Tenosique (esta última dejó de funcionar hace ya muchos años), la fábrica de alimentos balanceados para ganado, las dedicadas a la extracción y procesamiento de piedra, fabricación de calzado y muebles.

### Pesca
Esta actividad es básicamente de autoconsumo; sin embargo, el potencial de explotación es importante por la riqueza que representan los 300 kilómetros de cuenca hidrológica del río Usumacinta.

### Servicios
El municipio cuenta con servicios de bancos, cajeros automáticos, hoteles, restaurantes, coctelerías, fondas, bares de tercera, salones para fiestas, cafeterías, internet, gasolinerías, sitio de automóviles, transporte urbano, servicio automotriz, pochimoviles, talleres mecánicos; de hojalatería y pintura, clínicas particulares, farmacias 24 horas, lavanderías, salas de belleza, peluquerías, de igual manera cuenta con tiendas de autoservicio como Modatelas, Parisina, Milano y Chedraui.

### Población económicamente activa por sector
La población total en condiciones de actividad en 1990 era de 30,873 habitantes, cifra que representó el 64.8% del total de la población municipal y el 2.05% de la estatal.
En 1990, la PEA alcanzó la cifra de 12.651 ocupados, cifra que representó el 40,97% de la población municipal, los inactivos fueron 17.430 que representaron el 56,45% y en el rango de otros se encontraron 792 que representaron el 2,56% del total municipal.

## Turismo

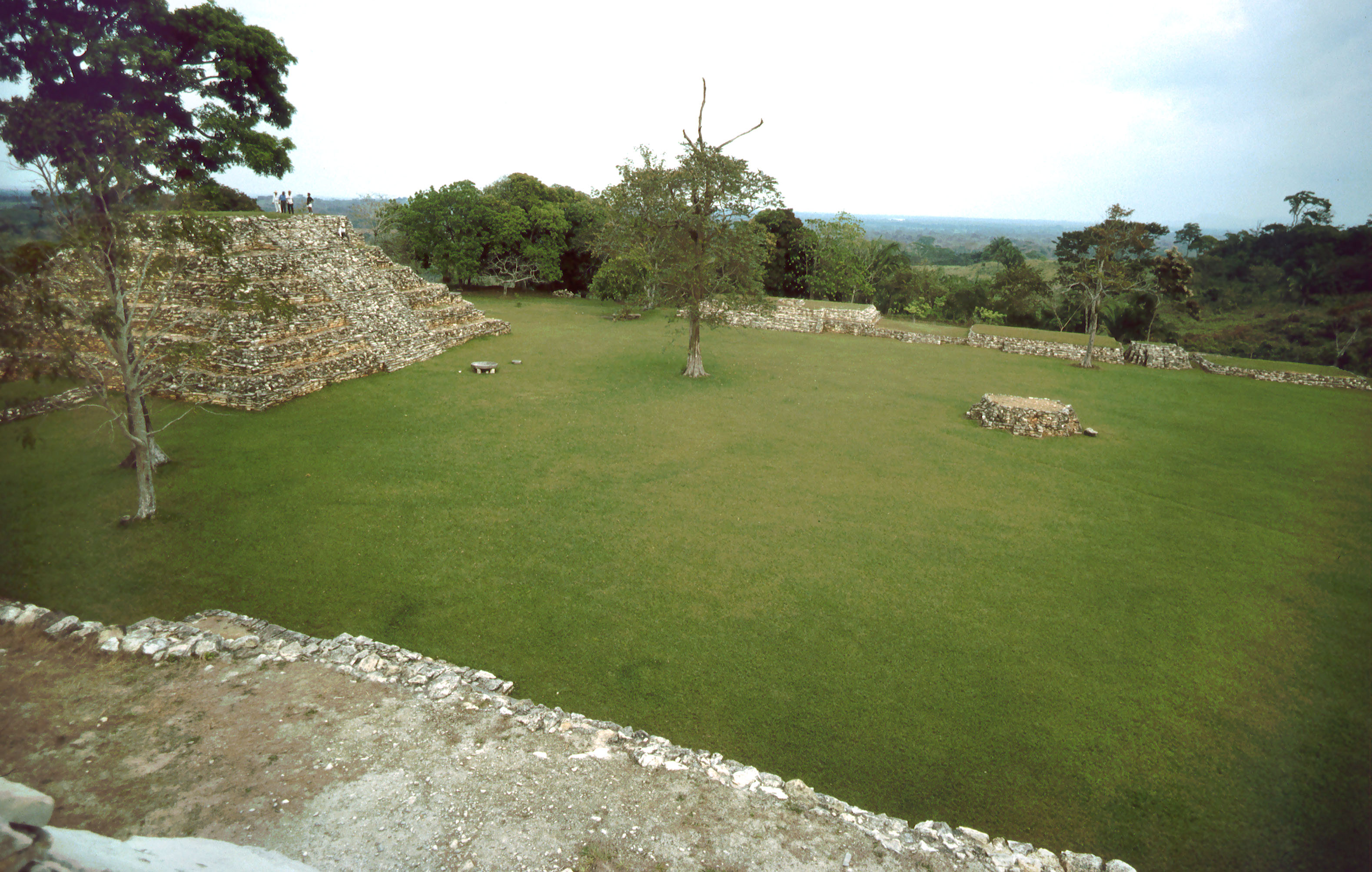
Plaza central de la zona arqueológica de Pomoná.

Los recursos turísticos son principalmente los ríos, lagunas, selvas y sitios arqueológicos.

### Zona arqueológica de Pomoná
Dentro de los centros turísticos de este municipio, destaca la zona arqueológica de Pomoná. Una antigua ciudad maya localizada en una loma y que fue parte de los asentamientos mayas en el oriente de Tabasco, y actualmente es una de las zonas arqueológicas más importantes del estado. Cuenta además con un museo de sitio, en el que se exhiben piezas mayas encontradas en el lugar.

### Zona arqueológica de San Claudio
La zona arqueológica de San Claudio, es un sitio arqueológico de reciente descubrimiento, ya que fue encontrado cuando se construía la carretera internacional Tenosique-El Ceibo-Tikal en 1997.
En este sitio arqueológico, se encontraron 94 estructuras y 20 entierros funerarios. La zona arqueológica se localiza en el km 38 de la carretera Tenosique-El Ceibo, cerca de la frontera con Guatemala y se encuentra abierta al público todos los días en un horario de 9:00 de la mañana a 17:00 horas.

### Zona arqueológica de Panjalé
Panhalé es un sitio maya localizado a orillas del río Usumacinta, sobre la cima de un cerro, 5 kilómetros antes de llegar a la ciudad de Tenosique de Pino Suárez. Se compone de varios edificios que en tiempos pasados formaron un mirador, desde el cual los mayas solían vigilar las embarcaciones que transitaban las aguas del río.

### Motonáutica y rafting

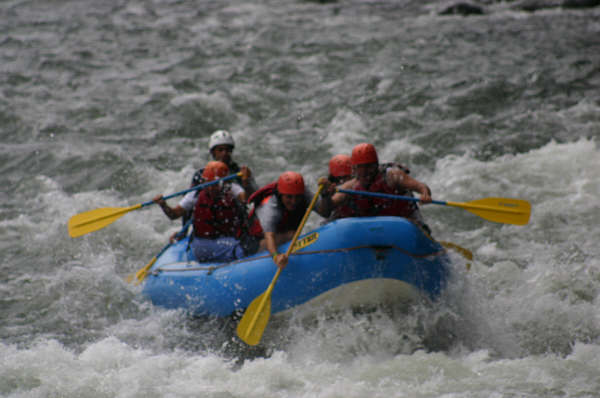
Rafting en los rápidos de San José y Desempeño, en el río Usumacinta.

Cada año se celebra el maratón náutico del río Usumacinta, cuya primera etapa se desarrolla en los rápidos de San José, donde el caudaloso río se interna a territorio nacional; la segunda etapa se inicia en la cabecera municipal de Tenosique y concluye en Villahermosa, capital del estado.
Para los amantes de la adrenalina y los deportes extremos, en los rápidos de San José y Desempeño, se pueden realizar actividades de rafting disfrutándo de hermosos paisajes que ofrecen los cañones del Usumacinta.

### Playones en el Usumacinta
En el río Usumacinta además de los viajes en lancha o cayucos, pueden disfrutarse de hermosos playones durante el estío, época en la que pueden practicarse varios deportes acuáticos.

### Estación turística "Boca del Cerro"
Boca del Cerro es un balneario en el río Usumacinta el cual es muy visitado por los paseantes, sobre todo en las temporadas de Semana Santa y en verano.
En este lugar, existen restaurantes, palapas y se tiene una hermosa vista del puente "Boca del Cerro" y de las montañas del lugar. Además en este sitio se puede contratar paseos en lacha hacia el Cañón del Usumacinta.
También desde el balneario de La Palma es posible tomar una lancha para hacer una excursión por el río San Pedro hasta la población de El Naranjo, en la frontera con Guatemala.

### Cenotes Yaax Ha y Aktun Ha

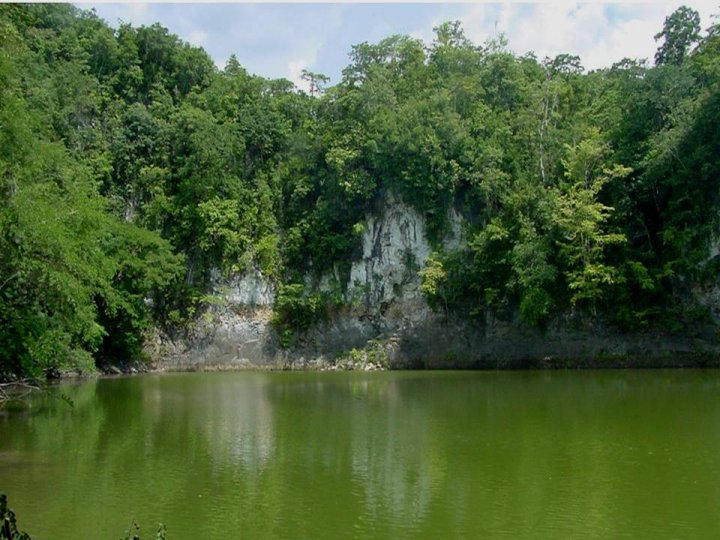
Cenote Aktun Ha, en la comunidad de Santo Tomás.

Son los únicos cenotes descubiertos en el estado de Tabasco. Se localizan cerca del poblado Santo Tomás a 23 km al sur de la ciudad de Tenosique de Pino Suárez. A medida que se desiende en el interior de los cenotes, sus aguas verdosas, se transforman en color vino debido a la descomposición de las hojas en el fondo. Tienen una profundidad mayor a los 25 m y están rodeados de un paisaje selvático impresionante.

### Santo Tomás
El poblado Santo Tomás se localiza a 23 km al sur de la ciudad de Tenosique de Pino Suárez. Dentro de las bellezas naturales que se encuentran en este lugar, están: los Cenotes Yaax Ha y Aktun Ha; la cueva del Tigre o Na’choj, de la Golondrinas y la cueva del Zorro así como también el cerro de la Ventana que son atractivos espectaculares para el turismo, ya que están dentro de la selva exuberante que aún conserva este municipio fronterizo en la Reserva ecológica "Cañón del Usumacinta".
Aquí se pueden realizar caminatas, campismo, rápel, ecoarqueología, así como también los atractivos paisajes con los que cuenta, incluyendo la vista del paisaje de los cenotes.

### Balneario El Tortuguero
Se encuentra ubicado a orillas del río San Pedro Mártir, a unos cuantos kilómetros del parador turístico de La Palma. En este lugar las aguas azul verde del río han formado una serie de albercas naturales que invitan a la natación y al disfrute de las frescas aguas.

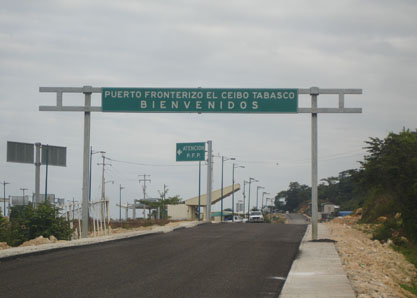
Puerto fronterizo de El Ceibo, que comunica a Tabasco con El Petén.

### Balneario El Chorrito
Ubicado en el rancho “El Tepezcuintle” del ejido Adolfo López Mateos, a 12 kilómetros de la cabecera municipal (propiedad privada).

### Puerto fronterizo de El Ceibo
El puerto fronterizo de El Ceibo, es la quinta puerta de entrada de México en la frontera con la República de Guatemala y fue inaugurado el 27 de octubre de 2009 por los presidentes de México Felipe Calderón y de Guatemala Álvaro Colom, acompañados por los gobernadores de Tabasco, Andrés Granier Melo; Campeche, Fernando Ortega, y Chiapas, Juan Sabines, así como del Departamento de El Petén, Rudel Mauricio Álvarez. Cuenta con aduana, oficinas de migración, estación cuarentenaria, así como destacamentos de la Policía Federal, Agencia Federal de Investigación y el Ejército Mexicano.
El puerto fronterizo de El Ceibo se ha vuelto muy popular para realizar compras de productos extranjeros a bajos precios, por lo que muchas personas viajan a dicho lugar para abastecerse de mercancías. La moderna carretera pavimentada que comunica a la ciudad de Tenosique con Tikal, Guatemala, pasando por el puerto fronterizo de El Ceibo, es una buena opción para una gran cantidad de turismo internacional que viaja hacia la famosa ciudad maya ubicada en El Petén guatemalteco, al ser una vía de comunicación corta y segura.
Tan solo en el 2011 según datos del Instituto Nacional de Migración cruzaron por este puerto fronterizo un total de 154.067 extranjeros convirtiendo a este lugar en el más importante punto de arribo de extranjeros al estado de Tabasco.

### Carnaval de Tenosique

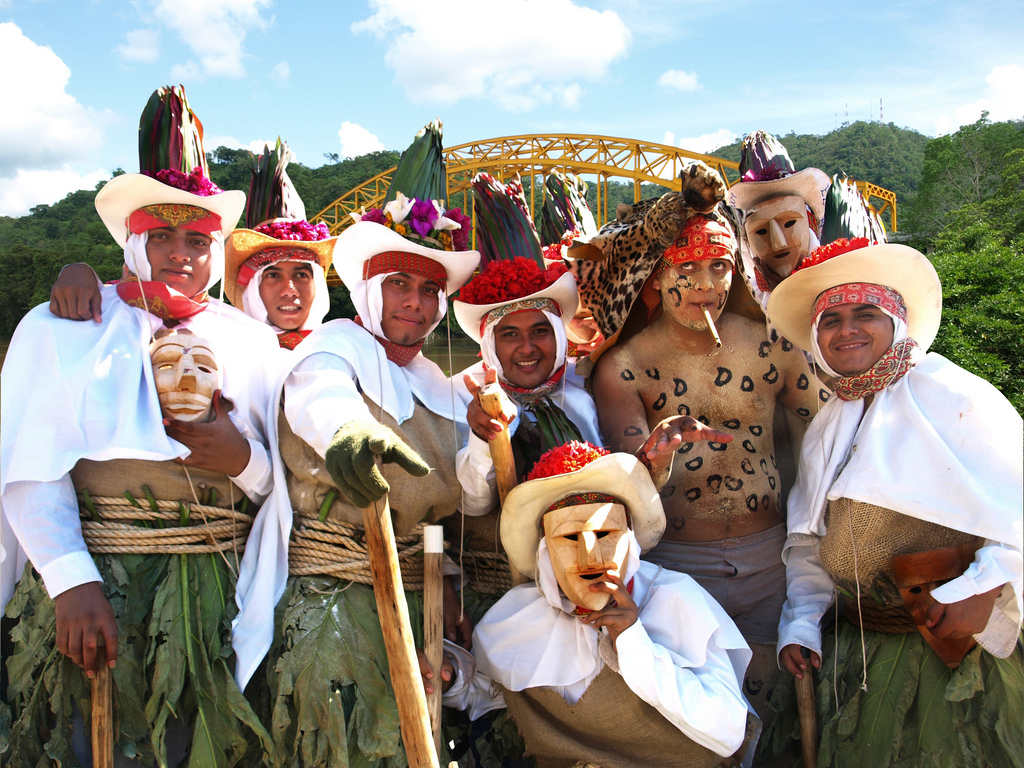
Participantes en la danza del Pochó durante el Carnaval de Tenosique.

También en la ciudad de Tenosique, se desarrolla cada año en el mes de febrero, el Carnaval, el cual es catalogado como el "más raro del mundo", ya que es un carnaval de raíces prehispánicas, en donde sus habitantes se congregan en las calles para primero aventarse harina y después presenciar la tradicional "Danza del Pochó". Esta celebración, atrae a muchos visitantes no solo de la capital del estado, sino de otros estados vecinos, quienes saturan las habitaciones disponibles en los hoteles de la cabecera municipal.

#### Danza del Pocho
Entre sus tradiciones y folklore, la más mencionada es la danza de “El Pochó”, de origen precolombino, la cual considerada como la más bella y misteriosa de Tabasco. Esta danza cuenta con personajes como: cojóes, pochoveras y tigres que bailan en calles y plazas de la ciudad al compás de la música de viento y percusión, lucen espléndidos vestimentas confeccionados con grandes hojas, flores, canastillas de chicle y máscaras de madera; esta danza simboliza la purificación del hombre de su lucha entre el bien y el mal, concluyendo con la muerte del Pochó – o Dios maligno – quien es vencido y quemado el martes de carnaval. Se baila del 19 de enero al martes de carnaval en Tenosique.

## Comunicaciones

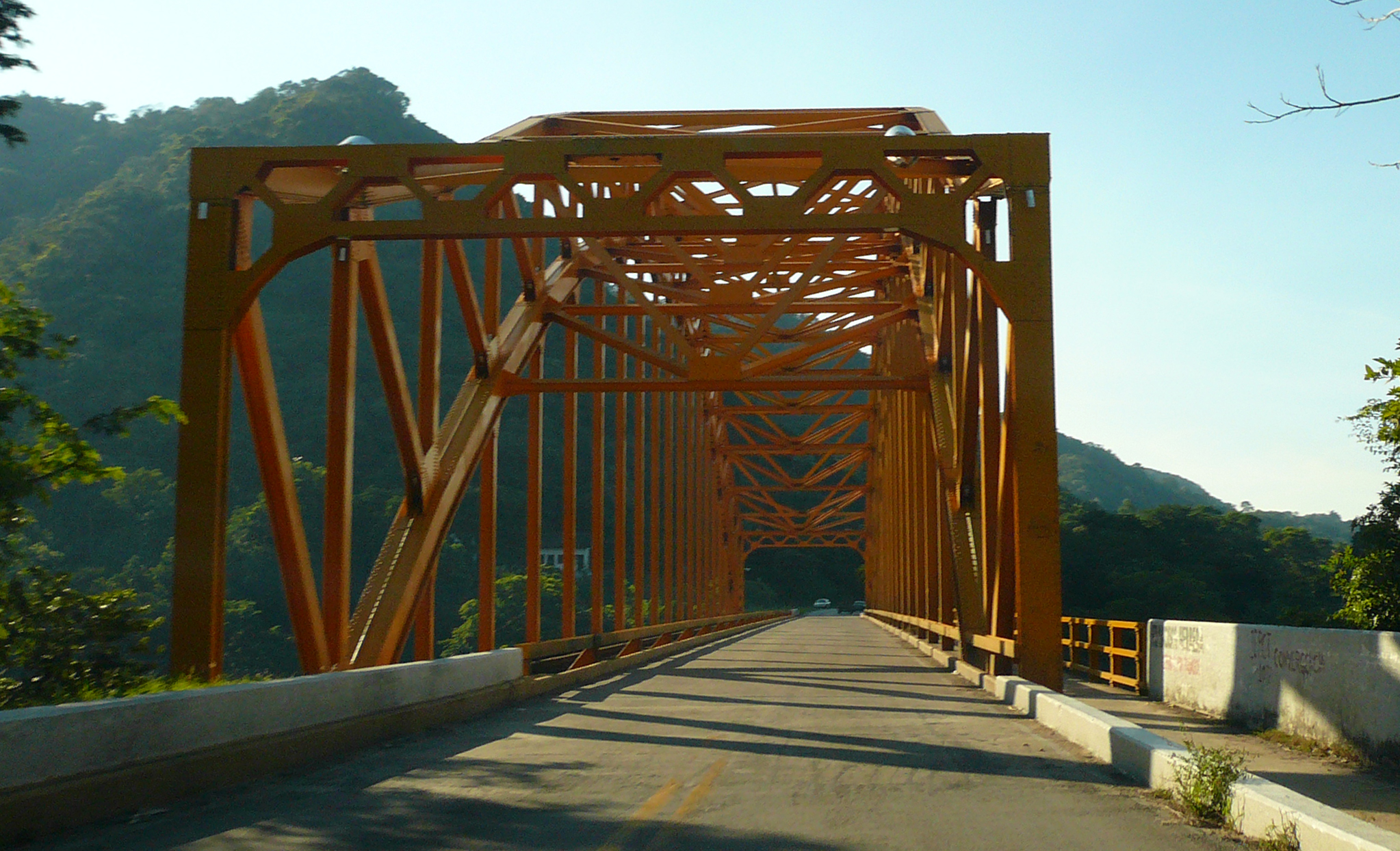
Puente "Boca del Cerro", cerca de la ciudad de Tenosique, cruce de vehículos y de ferrocarril.

Al municipio de Tenosique, se puede llegar por carretera, ferrocarril, vía aérea o vía fluvial.

### Carreteras
El municipio cuenta con una importante red de carreteras y caminos, entre las que destacan:
- La carretera federal n.º 203 que comunica al municipio con la ciudad vecina de Emiliano Zapata, con la capital del estado Villahermosa y con las demás poblaciones del estado y del país.

- La carretera internacional Tenosique-El Ceibo-Tikal, cuya construcción se inició en 1997 y concluyó en 2009, y comunica al municipio con Guatemala, convirtiendo al municipio en una importante puerta hacia Centroamérica, detonándo el turismo y el comercio.

- La carretera estatal Tulipán-Balancán, la cual comunica al municipio con la ciudad de Balancán de Domínguez.

- La carretera estatal Tenosique-La Palma.

### Ferrocarril
El municipio es atravesado por la vía férrea del Ferrocarril del Sureste (Coatzacoalcos-Mérida), contando con una estación en la ciudad de Tenosique de Pino Suárez.

### Campo aéreo
Existe en la ciudad de Tenosique de Pino Suárez, un campo aéreo, que recibe helicópteros, avionetas y tiene la capacidad de recibir aviones Boenig 727 y DC9.

### Vía fluvial
Los ríos Usumacinta por el sur, y San Pedro Mártir por el norte, cruzan el municipio, convirtiéndose en importantes rutas para la comunicación entre las diversas poblaciones rurales del municipio.
De la población de La Palma a orillas del río San Pedro Mártir, se pueden tomar lanchas que hacen el recorrido hasta la zona arqueológica de Piedras Negras y los poblados de El Naranjo, ambos en Guatemala.

## Principales localidades
- Tenosique de Pino Suárez: Cabecera municipal en la que se encuentran ubicados los principales edificios públicos del municipio y las representaciones estatales y federales. Las principales actividades económicas son el comercio y el servicio. La población aproximada es de 39,134 habitantes. La distancia aproximada a la capital del estado es de 214 kilómetros.

- Arena Hidalgo: Las principales actividades son la agricultura y la ganadería. La distancia de la cabecera municipal es de 22.5 kilómetro y la población aproximadamente es de 1,435 habitantes.

- Estapilla: Las principales actividades son la agricultura y la ganadería. La distancia a la cabecera municipal es de 9.5 kilómetros y la población aproximada es de 1,092 habitantes.

- Usumacinta Las principales actividades son la agricultura y la ganadería. Durante casi todo el virreinato, Usumacinta fue la población más importante de la región de los ríos, gozando del privilegio, antes que ningún otro pueblo, de tener una iglesia de mampostería. La distancia a la cabecera municipal es de 13 kilómetros y la población aproximadamente es de 831 habitantes.

- Boca del Cerro: Las principales actividades son la agricultura y la pesca. La distancia a la cabecera municipales es de 10 kilómetros y su población aproximada es de 826 habitantes.